# Kanjon reke Kokre
Kanjon reke Kokre se nahaja v mestu Kranj na Gorenjskem. Staro mestno jedro Kranj s kanjonom reke Kokre je bilo zavarovano z odlokom leta 1983 kot naravna znamenitost. Dolžina kanjona je okoli 1,5 km, globok je do 30 m, skozenj pa je speljana sprehajalna učna pot.
Kokra je vrezala kanjon ob koncu ledenih dob v sprijete prodne naplavine imenovane konglomerat (tudi labora). Nastanek in oblikovanost je povezana tusi s tektonskimi premiki in z erozijo. Zaradi raztapljanja apnenca med prodniki so v stenah kanjona nastale različno velike votline, po dnu pa ležijo tudi večji bloki, ki so se iz različnih vzrokov odlomili iz sten.
Ob učni poti je mogoče spoznati naslednje značilnosti:
Prodišče, ki se zaradi delovenja reke stalno spreminja. Vidni so prodnike različnih oblik, velikosti, barv in vzorcev, saj Kokra teče po kamninah različnih geoloških starosti. Prodišče naseljujejo pionirske vrste rastlin (lapuh, rdeča in siva vrba). Med prodniki se skrivajo vodni rakci in ličinke žuželk, na mivki pa so pajki in hroščki brzci.
Na obrežju uspevajo: različne vrbe, črna jelša, veliki jesen ter beli in črni topol. Pogoste so kanadska zlata rozga, žlezava nedotika, topinambur in japonski dresnik.
V gozdu rastejo: ostrolistni in beli javor, gorski brest, beli gaber in divja češnja, od grmovnic pa maklen, brogovita, leska, enovrati glog, rdeči dren in robida. Na gozdnih tleh so: črni teloh, podlesna vetrnica, navadni jetrnik, tevje, zajčja deteljica in navadni zimzelen pa tudi smrdljička, navadna ciklama in navadna smrdljivka. Ob robovih rastejo konjska griva, lepljiva kadulja in navadna zlata rozga, v svetlejših in vlažnejših gozdnih predelih pa čemaž.
Na desnem bregu reke Kokre so leta 1900 odprli javno mestno kopališče. Obratovalo je od junija do septembra in je imelo posebne oddelke za dame in gospode vse do leta 1916 in kratek čas po prvi svetovni vojni. Danes nas na kopališče spominjajo ostanki temeljev kabin in stopnišče.
Jurjev mlin v Pečeh je bil mlin družine Majdič. Hiša in mlin sta bila vklesana v 18. stoletju v desnem bregu Kokre. Do mlina je bila speljana cesta. Mlin je deloval do leta 1915, ko ga je uničil skalni podor.
Pod Hujami je človek v preteklosti zasadil visokodebelni sadovnjak. Tu rastejo stare manj občutljive sadne sorte.
Kanjon reke Kokre je tudi primerno okolje za ptice. Na prodnikih gnezdita mali martinec in mali deževnik, vzdolž reke je prisoten vodomec, ob balvanih gnezdi povodni kos, tu so še bela in siva pastirica, raca mlakarica in veliki žagar.
V divji Kokri živijo potočna postrv, lipan, klen in tujerodna šarenka.